# Enya (албум)
„Enya“ е дебютният студиен албум на ирландската певица, авторка на песни и музикантка Еня, издаден през март 1987 г. от Би Би Си Рекърдс в Обединеното кралство и от Атлантик Рекърдс в Съединените щати. Той е преименуван на The Celts („Келтите“) за международното преиздаване на албума през 1992 г. от Уорнър Мюзик UK в Европа и от Рипрайз Рекърдс в САЩ.
Албумът е селекция от музика, която Еня записва за саундтрака към телевизионния сериал на Би Би Си „Келтите“, излъчен през 1987 г. След четири години в своята до голяма степен незабелязана солова кариера, Еня реализира първия си голям проект през 1985 г., когато продуцентът Тони Маколи я моли да допринесе с песен към саундтрака. След като неговият режисьор Дейвид Ричардсън харесва демото ѝ, Еня приема предложението му да композира целия сандтрак с дългогодишните си творчески партньори – продуцентът и аранжорът Ники Райън и съпругата му, текстописката Рома Райън.
Enya получава предимно смесени отзиви от критиката, когато излиза през 1987 г. Това е малък комерсиален успех, достигащ 8-о място в Ирландия и 69-о място в Класацията за албуми в Обединеното кралство. Албумът продължава да се продава; той е сертифициран като платинен от Асоциацията на звукозаписната индустрия на Америка (RIAA) за продажби от 1 милион копия. Въпреки комерсиалното си изпълнение албумът помага на Еня да осигури договор за звукозапис с Уорнър, след като президентът на лейбъла Роб Дикинс става фен на музиката ѝ. След търговския успех на следващите два албума на Еня албумът е преиздаден като The Celts и надминава първоначалните си продажби. Той достига нов връх от №10 в Класацията за албуми на Обединеното кралство и продава още един милион копия в Съединените щати. През 2009 г. The Celts е преиздаден в Япония с бонус песен.

## Предистория и запис
След работата ѝ по саундтрака към романтичната комедия The Frog Prince („Жабокът принц“) (1984), следва първият голям проект на Еня като соло изпълнителка, когато през 1985 г. тя е поканена от продуцента Тони Маколи да композира песен за неговия телевизионен документален сериал по Би Би Си от 1987 г. The Celts („Келтите“). По съвпадение Еня е записала песен, наречена March of the Celts („Маршът на келтите“), преди да бъде помолена да участва, и решава да представи парчето на проекта. Първоначално всеки епизод от поредицата е трябвало да включва различен композитор, но режисьорът на сериала Дейвид Ричардсън толкова харесва песента на Еня, че ѝ възлага да композира целия саундтрак.
Еня работи с обичайните си звукозаписни партньори – аранжорът и продуцентът Ники Райън и съпругата му, текстописецът Рома Райън. Албумът е записан на две места: в студио „Еглъ“ (Aigle Studio) – 16-канално студио, инсталирано в дома на сем Райън, намиращо се тогава в Артейн – северно предградие на Дъблин, и звуковото студио в Би Би Си Ентърпрайзис на Уд лейн в Лондон. Когато записват в студиото на Би Би Си, Ники трябва да научи аудиоинженерите как работят той и Еня, тъй като необичайният им процес на запис ги обърква в началото. Ники казва, че им е казал „да забравят всичко, което [те са] научили и просто да ни изтърпят поне една седмица“. Един такъв пример е използването на реверберация от Ники, която той настройва на 24 секунди вместо по-често срещаното разположение на секунди и половина.
За поредицата са записани общо 72 минути музика. Рома припомня, че на Еня са ѝ дадени „различни стилове“, които Ричардсън иска да включи в епизодите, които след това Еня използва като ръководство, за да напише музика, която да ги допълва.
Enya включва 39 минути избрани парчета от саундтрака. Предната обложка на албума изобразява Еня, позираща с препарирани вълци.

## Музика и текстове
Няколко от заглавията на песните в албума са озаглавени или базирани на различни исторически личности и истории.
Пишейки за песента през 2002 г., Рома посочва, че Aldebaran е кръстен на най-ярката звезда в съзвездието Телец. На арабски език заглавието се превежда като „Последовател“, тъй като следва звездния куп Плеяди, а песента се основава на бъдещите келтски народи, „минаващи през Алдебаран по време на пътуването им към нови територии, продължавайки своя миграционен модел, който бе толкова преобладаващ в тяхната ранна история". Парчето е записано изцяло в Aigle Studio, тъй като Ники посочва трудността да трябва да пресъздаде процеса на запис на друго място.
The Celts („Келтите“) е използвана като основна заглавна тема на телевизионния сериал.
Boadicea, което означава „побèден", е препратка към кралицата Будика от британско-келтското племе ицени в Източна Англия, която ръководи съпротива срещу окупационните сили на Римската империя през 60 г., но е победена и впоследствие се отравя. Тъй като песента за нея вече е написана, Ричардсън пожелава нова песен, която изобразява идеята за това „да бъдеш омагьосан“ от Будика, която се превръща в песента I Want Tomorrow („Искам утре“).
В бележките на преизданието на албума от 1992 г. тази песен е дефинирана просто като „мисли за настоящето“, а песента March of the Celts („Келтски марш“) – като „ехо от миналото“.
Deireadh an Tuath, което се превежда от ирландски като „Краят на племето“, се отнася до миналите духове и плодородната почва, която помага да се гарантира бъдещето на келтския народ, което се празнува на ежегодния галски фестивал Сауин, който се провежда на 31 октомври.
The Sun in the Stream („Слънцето в потока“) е вдъхновена от легендата за Сьомгата на знанието – същество, описано в различни текстове в ирландската митология, което „притежава цялата истина на света“.
Fairytale („Вълшебна приказка“) е песен, базирана на история от ранната ирландска литература за „любов, ревност, тайни и издръжливост“ между Мидир – крал на феите и любовта му към принцеса Етайн. В историята Етайн е прокудена и превърната в езеро с вода и излиза от него като пеперуда.
Epona е името на богинята на конете Епона от гало-римската религия.
Triad („Триада“) е парче, съставено от три части: St. Patrick е традиционна песен, която се отнася за Свети Патрик, който прекарва шест години в плен, след като е заловен от келтите. Текстът ѝ е адаптиран от древния химн Deus Meus Adiuva Me. Втората част Cú Chulainn (от ирландски: „Хрътка на Кухулин“) е кръстена на измисления герой от ирландския фолклор Кухулин. Последната част Oisin, означаващ „малко еленче“, се основава на митологичния герой Озин.
Bard dance („Танц на барда“) се отнася до барда – човек от древните келтски времена, забавлявал краля.
Dan y Dŵr, което се превежда като „Под водата“ на уелски език, се основава на умишленото наводняване на село Capel Celyn в Уелс, за да се побере резервоар.

## Издаване
Enya е издаден на аудиокасета и плоча през март 1987 г. от Би Би Си Рекърдс в Обединеното кралство, два месеца преди сериалът да бъде излъчен по телевизията. Албумът е издаден в Съединените щати от Атлантик Рекърдс, който го категоризира като албум ню ейдж и поставя отпечатък, указващ това върху записа, което Ники Райън по-късно смята за „страхливо дело“. Албумът печели достатъчно обществен интерес, за да достигне № 8 в Ирландската класация за албумите. В Обединеното кралство той влиза в Класацията за албуми на Обединеното кралство под № 79 за седмицата от 6 юни 1987 г., изкачвайки се до върха си от № 69 в четвъртата и последна седмица в класацията – седмицата от 27 юни.
Еня пуска I Want Tomorrow като сингъл през 1987 г. Издаден е и макси сингъл с гореспоменатите парчета и с To Go Beyond (I) и To Go Beyond (II).
След преиздаването на албума през 1992 г. парчето The Celts е издаден като сингъл с B страна Eclipse – неиздавана преди това песен от сесиите на албума Enya. Друга неиздавана песен – Spaghetti Western Theme from The Celts е издадена през 2005 г. като B страна на сингъла на Еня от 2005 г. Amarantine. Издадена е в памет на Тони Маколи след смъртта му през 2003 г.
Режисьорът Дейвид Бикли използва повторно музика от саундтрака в The Memory of Earth – част от документалната му трилогия Mythological Lands. Boadicea е използвана и в саундтрака на американския филм Sleepwalkers („Сомнабули“) от 1992 г. Epona се появява в романтичната комедия на Стив Мартин от 1991 г. L.A. Story („История в Лос Анджелис“).

### Преиздание от 1992 г.
През 1992 г., след като Еня печели световен търговски успех с албумите си Watermark (1988) и Shepherd Moons (1991) за Уорнър Мюзик, албумът ѝ Enya е ремастеризиран от Арун Чакраверти и преработен с нови произведения на изкуството, проектирани от Суки Чой с фотография от Дейвид Шайнман. Албумът е преиздаден на 16 ноември 1992 г. като The Celts от Уорнър Мюзик UK в Европа и Рипрайз Рекърдс в Съединените щати. The Celts надминават първоначалните си продажби, достигайки нов връх от № 10 в Класацията за албуми на Обединеното кралство за две седмици от седмицата от 28 ноември 1992 г. Албумът се завръща за две отделни седмици през 1993 г., една седмица през 1996 г. и шест последователни седмици през 1998 г. В Съединените щати албумът се продава в още един милион копия. Той съдържа нова версия на Portrait, която е наречена Portrait (Out of the Blue) и е по-дълга от оригиналната, която първоначално е издадена като B страна на световния хит сингъл на Еня от 1988 г. Orinoco Flow.
През 2009 г. The Celts имат ограничено японско преиздание на Super High Material CD с добавена Eclipse като бонус песен.

### Използване на песентаBoadicea
Boadicea е използвана от много изпълнители. Фюджийс я взимат за песента си Ready or Not от албума им The Score (1996). Срещу групата е започнат съдебен процес за нарушаване на авторските права, тъй като те не поискват разрешение и не дават признание на Еня. Въпреки това, след като Еня се уверява, че групата е „против престъпността и наркотиците, и посланието им е доста положително", тя решава да не продължава с делото. Като компромис, по-късните издания на албума им The Score включват стикери, поставени на обложката, даващи признание на Еня.
В албума Astronomica от 1999 г. на американската хевиметъл група Кримзън Глори интро парчето March For Glory е интерпретация на Boadicea на Еня.
През 2003 г. R&B изпълнителят Марио Уинанс взима семпъл от песента за песента си I Don't Wanna Know. Продуцентът П. Диди лично се свързва с Еня за разрешение и ѝ дава 60% от авторските възнаграждения, и включва името ѝ в подзаглавието на песента като „Марио Уинанс с участието на Еня и П. Диди“. След това парчето достига № 1 в Британската класация за сингли през 2004 г.
Boadicea също е семплирана в песента в отговор на I Don't Wanna Know – You Should Really Know от Пайрътс с участието на Шола Ама, Наила Бос и Ишани, която достига 8-о място в Обединеното кралство през 2004 г.
Boadicea с Ready or Not също е семплирана от R&B групата Нина Скай в техния сингъл Time to Go с участието на рапъра Енджи Мартинес, от микстейпа, представен от Сифа Саундс.
През 2008 г. италианският диджей Франческо Дзета взима семпъл от Boadicea за песента си Fairyland, той прави друга версия през 2012 г., с подзаглавие ReAmp, която също използва Hardstylesample.
През 2011 г. малка извадка от Boadicea е използвана в Der erste Winter от немската певица Касандра Щеен за албума ѝ Mir so nah.
През 2012 г. хип-хоп изпълнителят Мийк Мил семплира Boadicea в своя микстейп Dreamchasers 2 върху песен, кръстена на песента на Фюджийс Ready or Not.
През 2015 г. Масика Калиша прави семпъл на песента в Hella Hollywood.
През 2016 г. песента на Салваторе Ганачи Dive взима семпъл от Boadicea, а Еня е призната като featrured изпълнител.
В албума The Beauty of Becoming на нигерийско-американския певец Ротими от 2019 г. той семплира песента в песен, озаглавена In My Bed, в която участва и рапърът Уейл.

Песента е включена и във филма на Стивън Кинг Sleepwalkers („Сомнабули“).

## Критичен прием
Рецензия на Майк Дейли от ноември 1987 г. се появява в австралийския вестник The Age. Той сравнява звука на албума с група Кланад след промяната на музикалния им стил в началото на 80-те години: „ехо, блещукащи вокали и инструментали“. Той се пита дали това е „красив, мелодичен пример за ню ейдж музика или може би ню фолк?“ Дейли избира I Want Tomorrow, The Celts, The Sun in the Stream и To Go Beyond (II) като най-важните песни в албума.

## Списък с песни
Цялата музика е композирана от Еня. Цялата музика е аранжирана от Еня и Ники Райън. Всички текстове са дело на Рома Райън и в някои песни текстовете са написани заедно с Еня; изключение прави текстът на St. Patrick, който е адаптиран от древния химн Deus Meus Adiuva Me на ирландеца Mael Ísu Ua Brolcháin, въпреки че е акредитиран като Traditional.
| 1. | The Celts                                      | 2:56 |
| 2. | Aldebaran (посветена на Ридли Скот)            | 3:05 |
| 3. | I Want Tomorrow                                | 4:00 |
| 4. | March of the Celts                             | 3:15 |
| 5. | Deireadh an Tuath (Irish for End of the Tribe) | 1:42 |
| 6. | The Sun in the Stream                          | 2:54 |
| 7. | To Go Beyond (I)                               | 1:19 |

| Страна B | Страна B                                           | Страна B | Страна B | Страна B | Страна B | Страна B | Страна B | Страна B | Страна B |
| №        | Име                                                | Време    |          |          |          |          |          |          |          |
| -------- | -------------------------------------------------- | -------- | -------- | -------- | -------- | -------- | -------- | -------- | -------- |
| 8.       | Fairytale                                          | 3:02     |          |          |          |          |          |          |          |
| 9.       | Epona                                              | 1:35     |          |          |          |          |          |          |          |
| 10.      | Triad - a. St. Patrick - b. Cú Chulainn - c. Oisin | 4:23     |          |          |          |          |          |          |          |
| 11.      | Portrait                                           | 1:23     |          |          |          |          |          |          |          |
| 12.      | Boadicea                                           | 3:30     |          |          |          |          |          |          |          |
| 13.      | Bard Dance                                         | 1:23     |          |          |          |          |          |          |          |
| 14.      | Dan y Dŵr (уелски за Under the Water)              | 1:41     |          |          |          |          |          |          |          |
| 15.      | To Go Beyond (II)                                  | 2:58     |          |          |          |          |          |          |          |
| 39:09    |                                                    |          |          |          |          |          |          |          |          |

| 1992 г. преиздаден като The Celts | 1992 г. преиздаден като The Celts             | 1992 г. преиздаден като The Celts | 1992 г. преиздаден като The Celts | 1992 г. преиздаден като The Celts | 1992 г. преиздаден като The Celts | 1992 г. преиздаден като The Celts | 1992 г. преиздаден като The Celts | 1992 г. преиздаден като The Celts | 1992 г. преиздаден като The Celts |
| №                                 | Име                                           | Време                             |                                   |                                   |                                   |                                   |                                   |                                   |                                   |
| --------------------------------- | --------------------------------------------- | --------------------------------- | --------------------------------- | --------------------------------- | --------------------------------- | --------------------------------- | --------------------------------- | --------------------------------- | --------------------------------- |
| 11.                               | Portrait (Out of the Blue) (extended version) | 3:11                              |                                   |                                   |                                   |                                   |                                   |                                   |                                   |
| 12.                               | Boadicea                                      | 3:30                              |                                   |                                   |                                   |                                   |                                   |                                   |                                   |
| 13.                               | Bard Dance                                    | 1:23                              |                                   |                                   |                                   |                                   |                                   |                                   |                                   |
| 14.                               | Dan y Dŵr                                     | 1:41                              |                                   |                                   |                                   |                                   |                                   |                                   |                                   |
| 15.                               | To Go Beyond (II)                             | 2:59                              |                                   |                                   |                                   |                                   |                                   |                                   |                                   |
| 40:58                             |                                               |                                   |                                   |                                   |                                   |                                   |                                   |                                   |                                   |

| 2009 г. Японско преиздание на CD | 2009 г. Японско преиздание на CD | 2009 г. Японско преиздание на CD | 2009 г. Японско преиздание на CD | 2009 г. Японско преиздание на CD | 2009 г. Японско преиздание на CD | 2009 г. Японско преиздание на CD | 2009 г. Японско преиздание на CD | 2009 г. Японско преиздание на CD | 2009 г. Японско преиздание на CD |
| №                                | Име                              | Време                            |                                  |                                  |                                  |                                  |                                  |                                  |                                  |
| -------------------------------- | -------------------------------- | -------------------------------- | -------------------------------- | -------------------------------- | -------------------------------- | -------------------------------- | -------------------------------- | -------------------------------- | -------------------------------- |
| 16.                              | Eclipse                          | 1:33                             |                                  |                                  |                                  |                                  |                                  |                                  |                                  |
| 42:31                            |                                  |                                  |                                  |                                  |                                  |                                  |                                  |                                  |                                  |

## Състав
Информацията е адаптирана от бележките на албума от 1987 и 1992 г.
- Еня – вокали, пиано, Roland Juno 60, Yamaha DX7, E-mu Emulator II, синтезатор Kurzweil
- Арти Макглин – електрическа китара
- Лиъм О'Флин – ирландска гайда
- Патрик Халинг – цигулка
- Еня – аранжимент
- Ники Райън – аранжимент, продукция, инженер на „Алдебаран“ и „Маршът на келтите“
- Найджъл Рийд – инженер (всички други песни)
- Марио Москардини – дизайн на обложката, арт режисура
- Мартин Дж. Адлеман – фотография
- Дейвид Шайнман – фотография (преиздание от 1992 г.)
- Суки Чой – дизайнер (преиздание от 1992 г.)
- Арун Чакраверти – мастеринг (преиздание от 1992 г.)
- Брус Талбот – изпълнителен продуцент
- Сам Фелдман – ремастеризиране в Atlantic Studios, Ню Йорк

## Класации
| Класация                                           | Топ позиция |
| -------------------------------------------------- | ----------- |
| Австралийска класация на албумите (ARIA)           | 26          |
| Ирландска класация на албумите (IRMA)              | 8           |
| Новозеландска класация на албумите (RMNZ)          | 15          |
| Класация на албумите на Обединеното кралство (OCC) | 69          |

| Класация                                            | Топ позиция |
| --------------------------------------------------- | ----------- |
| Австралийска класация на албумите (ARIA)            | 7           |
| Нидерландска класация на албумите MegaCharts\|      | 28          |
| Германска класация на албумите (Offizielle Top 100) | 70          |
| Новозеландска класация на албумите (RMNZ)           | 7           |
| Норвежка класация на албумите (VG-lista)            | 20          |
| Испанска класация на албумите (PROMUSICAE)          | 27          |
| Шведска класация на албумите (Sverigetopplistan)    | 39          |
| Класация на албумите на Обединеното кралство (OCC)  | 10          |

## Сертификати
| Регион                                                   | Сертификат | Продадени бройки |
| -------------------------------------------------------- | ---------- | ---------------- |
| Австралия (ARIA)                                         | Платинен   | 70 хил.^         |
| САЩ (RIAA)                                               | Платинен   | 1 млн.^          |
| По света                                                 |            | 4 млн.           |
| ^ Данните за продажбите се основават на самия сертификат |            |                  |

| Регион | Сертификат  | Продадени бройки |
| --- | ----------- | ---------------- |
| Арджентина (CAPIF)                                                                                              | Златен      | 30 хил.^         |
| Австралия (ARIA)                                                                                                | 2× платинен | 140 хил.^        |
| Бразилия (Pro-Música Brasil)                                                                                    | Платинен    | 250 хил.*        |
| Германия (BVMI)                                                                                                 | Златен      | 250 хил.^        |
| Япония (RIAJ)                                                                                                   | Златен      | 100 хил.^        |
| Нова Зеландия (RMNZ)                                                                                            | Златен      | 7500             |
| Испания (PROMUSICAE)                                                                                            | Златен      | 50 хил.^         |
| Обединено кралство (BPI)                                                                                        | Платинен    | 300 хил.^        |
| САЩ (RIAA) | Платинен    | 1 млн.^          |
| По света | –           | 4 млн. 500 хил.^ |
| * Данните за продажбите се основават на самия сертификат ^ Данните за пратките се основават на самия сертификат |             |                  |